# ザ・ラグル・タグル・ジプシー
「ザ・ラグル・タグル・ジプシー」（"The Raggle Taggle Gypsy"、Roud 1、Child 200）はスコットランド国境のバラッドをもとにしたトラディショナルフォークソングで、イギリス、アイルランドおよび北米で人気がある。この歌はジプシーに加わるために（あるいは一人のジプシーと一緒になるために）逃げ出す金持ちの女性が主題となっている。一般的な別の曲名としては「ジプシー・デイヴィ」（"Gypsy Davy"）、「ラグル・タグル・ジプシー・オー）」（"The Raggle Taggle Gypsies O"）、「ブラック・ジャック・デイヴィッド（ないし「デイヴィ」）」（"Black Jack David" or "Davy"）および「七人の黄色いジプシー」（"Seven Yellow Gipsy"）などがある。

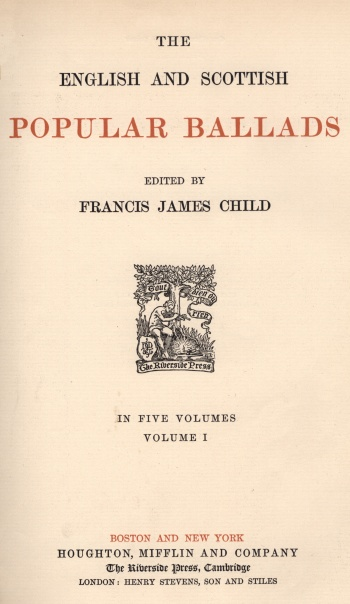
フランシス・ジェームズ・チャイルドのThe English and Scottish Popular Balladsの表紙

民族音楽の伝統では、この歌は非常に人気があり、ブロードシートと口頭の伝承によって英語圏の世界全体に広まりまった。ラウドとビショップによれば、
「幅広い人気という面で間違いなくトップ5のチャイルド・バラッドであり、「バーバラ・アレン」に継ぐもので、ジプシーが女性を盗む、あるいは逆に女性がセクシーなジプシーと駆け落ちするこの曲は、200年以上にわたって英語圏の世界中の歌手の注目を集めてきた。当然のことながら、この曲は旅行者のコミュニティでも長い人気を保っていた。」
と言うことである。

## あらすじ
この歌の物語の核は貴婦人が贅沢な生活を捨ててジプシーの一団とともに逃げると言うものである。一部のバージョンではジョニー・ファアないしブラック・ジャック・デイヴィと呼ばれる一人の男が出てくるが、その他のバージョンでは一人の指導者と六人の兄弟が登場する。一部のバージョンでは貴婦人はスコットランドのカセルス伯爵の妻であるマーガレット・ケネディとされている。
一般的なバージョンでは、伯爵が帰宅すると妻が「ジプシーの若者とともに去った」ことに気が付く時として、これはジプシーが歌で伯爵夫人を魅了したり、呪文を唱えたからとされている。
伯爵は最も俊足の馬に跨り妻を追いかける。妻をみつけ、「夫と子供を捨てるのか？」と問いかけ、帰宅するように求める。伯爵夫人は戻ることを拒み、多くのバージョンでは貴族の富と上等なベッドよりも冷たい地面（「あなたの上等な羽毛のシーツがどうだと言うの？」）とジプシーの仲間を好んだ。
いくつかのバージョンの最後では、伯爵はジプシーたちを殺害する。カセルスの地元の伝承では、ジプシーたちはカセルスのデュールツリーに吊るされている。

## 起源と初期の歴史

### "The Gypsy Loddy"、1720年ごろ
最も初期のテキストは、1720年にロクスバラのバラッド集に収録された "The Gypsy Loddy" と見なされている。このバージョンの最初の2つのヴァースは
There was seven gypsies all in a gang,
They were brisk and bonny, O;
They rode till they came to the Earl of Casstle's house,
And there they sang most sweetly, O.
The Earl of Castle's lady came down,
With the waiting-maid beside her;
As soon as her fair face they saw,

They called their grandmother over.
となっている。上記の最後の2行の they called their grandmother over（「彼らは祖母を呼んだ」） は They cast their glamour over her（「彼らは彼女に呪文をかけた」）が変形したものと思われ、その逆ではない。多くのテキストではこのような理由で女性が夫の元を去るが、他のテキストでは自分の意志で去ってる。

### ジョニー・ファアとカセルス伯爵

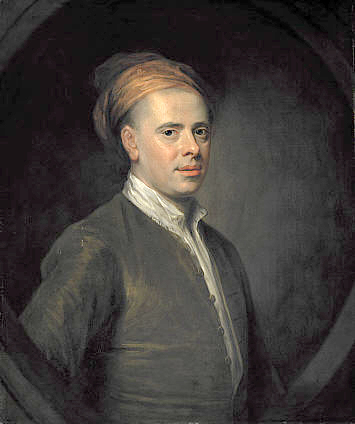
アラン・ラムゼー

1720年ごろの"The Gypsy Loddy" よりも確実な年代は、"The Gypsy Johnny Faa"（「ジプシーのジョニー・ファア」）を収録したアラン・ラムゼーの Tea-Table Miscellany（『ティーテーブルの寄せ集め』）に収録された1740年のバージョンである。これ以降の多くの印刷されたバージョンは、19世紀のブロードサイド版も含めてラムゼーをコピーしているように見受けられる。ニック・トッシュは自著の Country: The Twisted Roots of Rock 'N' Roll（『カントリー：ロックンロールの捻れた根っこ』）で第1章をこの歌の歴史の検証に割いている。トッシュによれば、このバラッドはスコットランド17世紀のジプシーの無法者であるジョニー・ファアと、カセルス伯爵（地元の伝承では第6代カセルス伯爵ジョン・ケネディと見なされている）の妻であるレディ・ジェーン・ハミルトンの物語を語り直したものである。カセルス卿は妻を攫うために部下の一団（一部のソースでは16人だが、その他では7人）を率いた。1643年に彼らは捕えられて "Dool Tree" で吊るされた。ジプシーたちは（逃げ出した一人を除いて）殺され、レディ・ジェーン・ハミルトンは1642年に死去するまで投獄されたトッシュはまた、歌の物語を古代ギリシア神話のオルペウスとエウリュディケーと比べている。

### 共通の先祖と「レディ・カセルス・リルト」
"The Gypsy Loddy"（1720年ごろ）と "The Gypsy Johnny Faa"（1740年）との違いは、これらが一つないし複数の古いバージョンから派生したことを示唆しており、少なくとも17世紀以前から存在する可能性が高い。B.H.ブロンソンはスキーン写本にある、"Lady Cassiles Lilt" と題された1600年以前の歌が、この歌の後のバージョンに似ていることを発見した。このことから、カセルス卿とカセルス夫人に関する歌が2つの最古の写本以前に存在し、両者の源流であったことが推測されている。

### ロバート・バーンズ
ロバート・バーンズは自身の Reliques of Robert Burns; consisting chiefly of original letters, poems, and critical observations on Scottish songs（「ロバート・バーンズの遺物；主にオリジナルの手紙、詩、およびスコットランドの歌に関する批判的な観察からなる」、1808年）でこの歌を使用した。

## 伝統的な録音
この歌の数百のバージョンが口承で20世紀に至るまで生き残り、伝統的な歌手から民俗学者によって記録された。

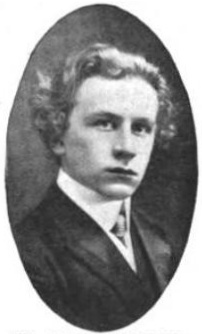
パーシー・グレインジャー、1907年、作曲家兼楽曲蒐集家

この曲はイングランドで人気があり、1960年代から1970年代にかけてハリー・コックス、ウォルター・パードンおよびフランク・ヒンクリフなどによって録音された1908年、作曲家で楽曲蒐集家のパーシー・グレインジャーが蓄音機の技術を使用してグロスターシャー州ウィンチカムのアーチャー・レーンと言う男性がこの歌の1バージョンを歌うのを録音し、この録音は大英図書館サウンドアーカイブのウェイブサイトで2部構成で入手することができる。
パディ・タニー、ジョン・ライリー、ロバート・シナモンドなどの多くのアイルランドのトラディショナルシンガーが、口承で伝えられたさまざまバージョンを歌った。パディ・タニーの録音はアイリッシュ・トラディショナル・ミュージック・アーカイブで聞くことができる。
いくつかのトラディショナルが、スコットランド人旅行者のジーニー・ロバートソンや、娘のリジー・ヒギンズなどによってスコットランドで録音されたが、これらのバージョンはヴォーン・ウィリアムズ記念図書館によってオンラインで聴くことができる。
この曲はアメリカ合衆国でも何度も録音されており、そのほとんどが "Gypsy Davy" や "Black Jack Davy" というタイトルで、先祖がイギリス諸島からこの曲を持ち込んだ人々によって歌われている。アメリカでの演奏者にはジーン・リッチー、ビュエル・カジー、バスコム・ラマー・ランスフォード、ディラード・チャンドラー、テキサス・グラッデンなどのアパラチアのミュージシャンがいる。ジェームズ・マディソン・カーペンターは1930年代初期にノースカロライナ州のブーンで女性が歌うバージョンを録音したが、このバージョンはヴォーン・ウィリアムズ記念図書館のウェブサイトで聴くことができる。アルメダ・リドルやオリー・ギルバートなどの多くの伝統的なオザークの歌手の録音は、マックス・ハンター・コレクションから聴くことができる。

以下の4ヴァースはジーン・リッチーが歌った、リッチー・ファミリー版 "Gypsy Laddie" の出だしの部分である：
An English lord came home one night
Inquiring for his Lady.
The servants said on every hand,

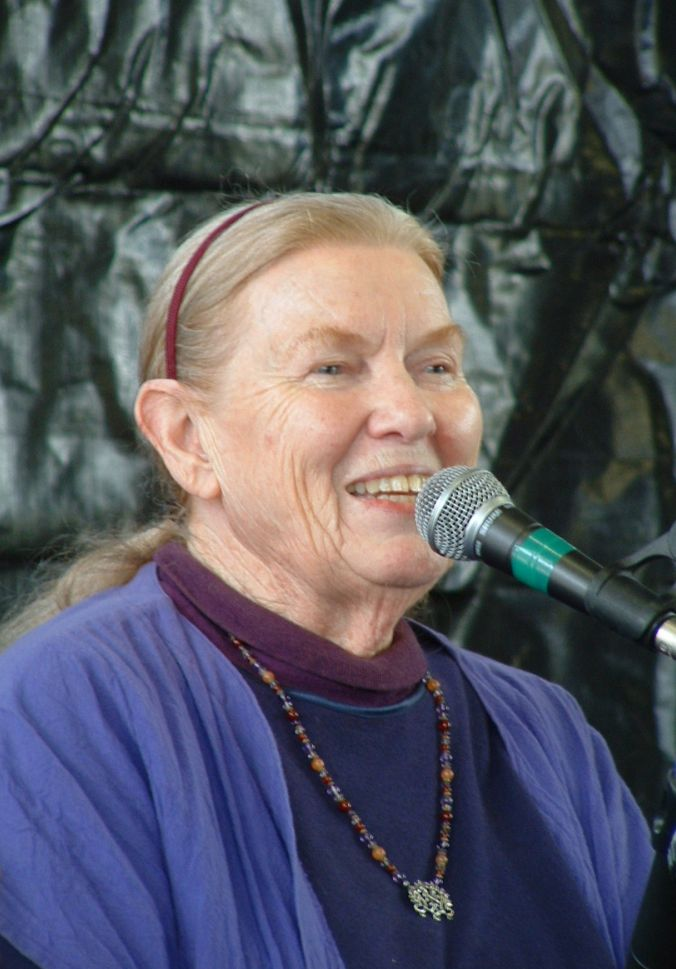
アパラチアの歌手のジーン・リッチー

She’s gone with the Gypsy Laddie.Go saddle up my milk white steed,
Go saddle me up my brownie,
And I will ride both night and day
Till I overtake my bonnie.
Oh, he rode East and he rode West,
And at last he found her.
She was lying on the green, green grass
And the gypsy’s arms all around her.
Oh, how can you leave your house and land?
How can you leave your money?
How can you leave your rich, young Lord

To be a gypsy’s bonnie?

## 近年の歴史
20世紀の初めに、セシル・シャープが集めてピアノ伴奏をつけたバージョンが、より多くの人々に親しまれるようになった。"The Wraggle Taggle Gypsies O!" というタイトルで、いくつかの歌集に掲載されたが、もっとも有名なのは English Folk Songs for Schools（『学校向け英国民謡』）であり、この歌は何世代にもわたってイギリスの学校の生徒に教えられるようになった。テリトリーバンドのブーツ・アンド・ヒズ・バディーズによるインストゥルメンタル "Raggle Taggle"や、マキシン・サリバンによるボーカル録音など、後にジャズミュージシャンによって時折使用された。
アメリカでは、カントリー・ミュージックのレコード会社がクリフ・カーライルやカーター・ファミリーなどの著名なミュージシャンによるバージョンを広め、後にはロカビリー歌手のウォーレン・スミスが "Black Jack David" と言うタイトルでも歌った。アメリカのニュー・フォークでは、ウディ・ガスリーが "Gypsy Davy" と名付けたバージョンを歌い、著作権を取得した（これは後に息子のアーロによっても歌われた）。

### 大衆音楽での録音
数多くのアーティストやグループがこの曲を録音している。 この一覧はWikipediaに項目があるアーティストやアルバムに限られている：
| アルバム/シングルのタイトル                                               | 演奏者                                         | 年   | タイトルの変異形                   | 注記 |
| ------------------------------------------------------------------------- | ---------------------------------------------- | ---- | ---------------------------------- | --- |
| Early American Ballads'                                                   | ジョン・ジェイコブ・ナイルズ                   | 1938 | "The Gypsie Laddie"                | 78回転のアルバム |
| "Black Jack David"                                                        | クリフ・カーライル                             | 1939 | "Black Jack David"                 | デッカレーベルのシングル、Blue Yodeller And Steel Guitar Wizard（1996年） および A Country Legacy（2004年）に再録         |
| "Black Jack David"                                                        | カーター・ファミリー                           | 1940 | "Black Jack David"                 | オーケーレーベルのシングル、複数のアルバムに再録                                                                          |
| "Gypsy Davy"                                                              | ウディ・ガスリー                               | 1944 | "Gypsy Davy"                       | Single recorded by Moses Asch reissued on several albums                                                                  |
| "Black Jack David"                                                        | T.テキサス・タイラー                           | 1952 | "Black Jack David"                 | シングル、British Archive of Country Music (BACM)がCDに再録                                                               |
| "Black Jack David"                                                        | ウォーレン・スミス                             | 1956 | "Black Jack David"                 | シングル、複数のアルバムに再録                                                                                            |
| "The Wraggle Taggle Gipsies" Folk Songs & Ballades of Elizabethan England | アルフレッド・デラー                           | 1956 | "The Wraggle Taggle Gipsies"       | カウンターテナーがセシル・シャープ版をエリザベス朝風に歌ったLPレコード                                                    |
| The Foggy Dew and Other Traditional English Love Songs                    | A.L.ロイド                                     | 1956 | "The Seven Gypsies"                | |
| Pete Seeger Sings American Ballads                                        | ピート・シーガー                               | 1957 | "Gypsy Davy"                       | |
| Songs and Ballads of the Ozarks                                           | アルメダ・リドル                               | 1960 | "Black Jack Davey"                 | |
| British Traditional Ballads in the Southern Mountains Volume 1            | ジーン・リッチー                               | 1961 | "Gypsy Laddie"                     | |
| The English And Scottish Popular BalladsVol.2, F.J. Child Ballads         | ユアン・マッコール                             | 1961 | "The Gypsy Laddie"                 | |
| 『フォーク、ブルース&ビヨンド』                                           | デイヴィ・グレアム                             | 1964 | "Seven Gypsies"                    | |
| All the Good Times                                                        | アリス・スチュアート                           | 1964 | "Black Jack David"                 | |
| Remembrance of Things to Come                                             | ニュー・ロスト・シティ・ランブラーズ           | 1966 | "Black Jack Daisy"                 | |
| The Power of the True Love Knot                                           | シャーリー・コリンズ                           | 1968 | "Seven Yellow Gypsies"             | |
| Prince Heathen                                                            | マーティン・カーシー＆デイヴ・スウォーブリック | 1969 | "Seven Yellow Gypsies"             | A Collection（Topic: TSCD750, 1999）に再録、カーシーは2006年7月発売のDVD Guitar Maestros のスタジオでもライブで歌っている |
| Ride a Hustler's Dream                                                    | エルマー・ガントリーズ・ヴェルヴェット・オペラ | 1969 | "Black Jack Davy"                  | |
| I Looked Up                                                               | The Incredible String Band                     | 1970 | "Black Jack Davy"                  | Earthspan（1972年）にも "Black Jack David" として収録                                                                     |
| The Kerbside Entertainers                                                 | ドン・パートリッジ                             | 1971 | "Raggle Taggle Gypsies"            | アコースティックグター伴奏のソロボーカル                                                                                  |
| Last of the Brooklyn Cowboys                                              | アーロ・ガスリー                               | 1973 | "Gypsy Davy"                       | ビルボード誌イージーリスニングチャートで23位                                                                              |
| Planxty                                                                   | プランクシティ                                 | 1973 | "Raggle Taggle Gypsy"              | ジョン・ライリーから習ったバージョン（下記1977年参照）                                                                    |
| The Shipbuilder                                                           | ボブ・ペッグ&ニック・ストラット                | 1974 | "The Raggle Taggle Gypsies"        | |
| Mo’ Roots                                                                 | タジ・マハール                                 | 1974 | "Blackjack Davey"                  | |
| 『オール・アラウンド・マイ・ハット』                                      | スティーライ・スパン                           | 1975 | "Black Jack Davy"                  | On Tour、Gone to Australia（ライブアルバム） および Present - The Very Best of Steeleye Span（2002年）にも収録            |
| For Pence and Spicy Ale                                                   | マイク・ウォーターソン                         | 1975 | "Seven Yellow Gypsies"             | |
| Are Ye Sleeping Maggie                                                    | タナヒル・ウィーヴァーズ                       | 1976 | "The Gypsy Laddie"                 | |
| Traditional Ballads of Scotland                                           | アレックス・キャンベル                         | 1977 | "The Gypsy Laddie"                 | |
| The Bonny Green TreeSongs of an Irish Traveller                           | ジョン・ライリー                               | 1977 | "The Raggle Taggle Gypsy"          | 1967年録音、クリスティ・ムーアが習得し、アイルランドのグループに広まったバージョン                                        |
| Shreds and Patches                                                        | ジョン・カークパトリック&スー・ハリス          | 1977 | "The Gypsy Laddie"                 | |
| There Was a Maid                                                          | ドロレス・キーン                               | 1978 | "Seven Yellow Gypsies"             | パディ・ドランのバージョン（下記2012年参照）                                                                              |
| The Boatman's Daughter                                                    | ゴールデン・バウ                               | 1983 | "Black Jack Davy"                  | このバージョンはゴールデン・バウのポール・エスピノーザが書いた                                                            |
| Watching the White Wheat                                                  | キングズ・シンガーズ                           | 1986 | "The Raggle Taggle Gypsies"        | セシル・シャープ版を男声のア・カペラグループ用に高度にアレンジしたもの                                                    |
| The Voice of the People Vol 6Tonight I'll Make You My Bride               | ウォルター・パードン                           | 1988 | "The Raggle-Taggle Gypsies"        | 1975年録音 |
| The Voice of the People Vol 17It Fell on a Day, a Bonny Summer Day        | ジーニー・ロバートソン                         | 1988 | "The Gypsy Laddies"                | 1953年録音 |
| In Search of Nic Jones                                                    | ニック・ジョーンズ                             | 1988 | "Seven Yellow Gypsies"             | BBC Radio 2 Radio Folk 向けに1981年録音                                                                                   |
| 『ルーム・トゥ・ローム』                                                  | ザ・ウォーターボーイズ                         | 1990 | "The Raggle Taggle Gypsy"          | |
| New Britain: The Roots of American Folksong                               | ボストン・カメラータ                           | 1990 | "Gipsy Davy"                       | |
| 『フィドラーズ・グリーン』                                                | フィドラーズ・グリーン                         | 1992 | "The Raggle Taggle Gypsy"          | |
| 『グッド・アズ・アイ・ビーン・トゥ・ユー』                                | ボブ・ディラン                                 | 1992 | "Blackjack Davey"                  | |
| Gypsies & Lovers                                                          | アイリッシュ・ディセンダント                   | 1994 | "Raggle Taggle Gypsy"              | |
| Comet                                                                     | コーデリアズ・ダッド                           | 1995 | "Gypsy Davy"                       | |
| The True Lover's Farewell - Appalachian Folk Ballads                      | カスター・ラルー                               | 1995 | "Gypsen Davey"                     | |
| Neat and Complete                                                         | サンドラ・カー & ナンシー・カー                | 1996 | "Seven Yellow Gypsies"             | |
| Proud                                                                     | グレン・オブ・ギネス                           | 1996 | "The Raggle Taggle Gypsies"        | |
| Starry Gazy Pie                                                           | ナンシー・カー & ジェームズ・フェイガン        | 1997 | "Seven Yellow Gypsies"             | |
| October Song                                                              | ザ・ハウス・バンド                             | 1998 | "Seven Yellow Gypsies"             | |
| Pastures of Plenty                                                        | JSDバンド                                      | 1998 | "The Gypsy Laddie"                 | |
| Blackjack David                                                           | デイヴ・アルヴィン                             | 1998 | "Blackjack David"                  | |
| Traveller                                                                 | クリスティ・ムーア                             | 1999 | "Raggle Taggle Gypsy"              | |
| Os Amores Libres                                                          | カルロス・ムニョス                             | 1999 | "The Raggle Taggle Gypsy"          | マイク・スコットが歌唱 |
| Broken Ground                                                             | ウォーターソン：カーシー                       | 1999 | "Raggle Taggle Gypsies"            | イライザ・カーシーが歌唱                                                                                                  |
| Harry Smith's Anthology of American Folk Music, Vol. 4                    | カーター・ファミリー                           | 2000 | "Black Jack David"                 | 1940年録音の再録（上記参照）                                                                                              |
| Long Expectant Comes At Last                                              | カハル・マコネル                               | 2000 | "The Gypsies"                      | 123曲を録音とともに収録した歌集 "I Have Travelled This Country - Songs of Cathal McConnell" にも収録されている            |
| The Alan Lomax Collection: Portraits Texas Gladden – Ballad Legacy        | テキサス・グラッデン                           | 2001 | "Gypsy Davy"                       | 1941年録音 |
| The Bonny Labouring Boy                                                   | ハリー・コックス                               | 2001 | "Black-Hearted Gypsies O"          | 1965年録音 |
| Hattie Mae Tyler Cargill                                                  | デブラ・コワン                                 | 2001 | "Dark-Skinned Davy"                | |
| Wayfaring Stranger: Folksongs                                             | アンドレアス・ショル                           | 2001 | "The Wraggle-Taggle Gypsies, O!"   | エディン・カラマーゾフとオルフェウス室内管弦楽団の伴奏で、カウンターテナーとバリトンの掛け合いとして歌われる              |
| Away with the Fairies                                                     | マッド・ドッグ・マクリー                       | 2002 | "Raggle Taggle Gypsy"              | |
| Further Down the Old Plank Road                                           | チーフタンズ                                   | 2003 | "The Raggle Taggle Gypsy"          | ニッケル・クリークが参加                                                                                                  |
| Swinging Miss Loch Lomond 1952–1959                                       | マキシン・サリヴァン                           | 2004 | "Wraggle-Taggle Gypsies"           | 1950年代に録音されたシングル                                                                                              |
| Another Dawn                                                              | テンペスト                                     | 2004 | "Black Jack Davy"                  | |
| With Us                                                                   | ブラック・パイン                               | 2004 | "Black Jack David"                 | |
| Voice                                                                     | アリソン・モイエ                               | 2004 | "The Wraggle-Taggle Gypsies-O"     | |
| The Irish Connection                                                      | ジョニー・ローガン                             | 2007 | "Raggle Taggle Gypsy"              | |
| Celtic Fire                                                               | Rapalje                                        | 2007 | "The Raggle Taggle Gypsy"          | |
| The Song Train                                                            | ハーヴェイ・リード                             | 2007 | "Black Jack Davy"                  | ジョイス・アンダーセンが歌唱                                                                                              |
| Ten Penny Bit                                                             | Les Violinik                                   | 2007 | "Raggle-Taggle Gypsy"              | Sung by Paolo Baglini |
| Act Two                                                                   | ケルティック・サンダー                         | 2008 | "Raggle Taggle Gypsy"              | |
| Roodumdah                                                                 | Wheeler Streer                                 | 2009 | "Gypsies / Rochdale Coconut Dance" | |
| 『フォザリンゲイ2』                                                       | フォザリンゲイ                                 | 2008 | "Gypsy Davey"                      | 1970年録音 |
| A Folk Song a Day: April                                                  | ジョン・ボーデン                               | 2011 | "Seven Yellow Gypsies"             | |
| The Voice of the PeopleGood People Take Warning                           | パディ・ドラン                                 | 2012 | "Seven Yellow Gypsies"             | 1952年録音 |
| The Voice of the PeopleI'm A Romani Rai                                   | キャロライン・ヒューズ                         | 2012 | "The Draggle-Tail Gypsies"         | Recorded 1968年録音 |
| The Speyside Sessions                                                     | Speyside Sessions                              | 2012 | "Raggle Taggle Gypsy"              | |
| A North Country Lass                                                      | レスリー・ギャレット                           | 2012 | "The Raggle Taggle Gypsies"        | クラシックのソプラノとオーケストラによるセシル・シャープのバージョン                                                      |
| Nine Miles From the White City                                            | ザ・ホワイト・ストライプス                     | 2013 | "Black Jack Davey"                 | |
| My Dearest Darkest Neighbor                                               | ハレイ・フォー・ザ・リフ・ラフ                 | 2013 | "Black Jack Davey"                 | |
| Country Soul                                                              | デレク・ライアン                               | 2013 | "Raggle-Taggle Gypsy"              | |
| The Norway Sessions                                                       | ジ・エレクトリクス                             | 2014 | "Rockin' Taggle Gypsy"             | |
| "Raggle Taggle Gypsy"                                                     | ディラン・ウォルシェ                           | 2015 | "Raggle Taggle Gypsy"              | マディ・ルーツ・レーベル、ライブアルバム Soul Hell Cafe                                                                   |
| From Without                                                              | フェロシアス・ドッグ                           | 2015 | "Raggle Taggle Gypsy"              | |
| Ballads Long and Short                                                    | ジョン・ロバーツとデブラ・コワン               | 2015 | "Gypsum Davey"                     | |
| Strange Country                                                           | ケイシー・アンド・クレイトン                   | 2016 | "Seven Yellow Gypsies"             | |
| Look Both Ways                                                            | スティームチキン                               | 2017 | "Gypsy"                            | |
| Origins                                                                   | ダーク・ムーア                                 | 2018 | "Raggle Taggle Gypsy"              | |
| The Livelong Day                                                          | Lankum                                         | 2019 | "The Dark Eyed Gypsy"              | |
| “Gypsy Davey” b/w “Mushi No Uta”                                          | 幾何学模様                                     | 2020 | "Gypsy Davey"                      | 2008年にサブ・ポップからリリースされたシングルは、1970年のフォザリンゲイのアレンジをもとにしている                        |

## 関連する楽曲
「ホイッスリング・ジプシー」という曲も「ジプシーの放浪者」とともに貴婦人が逃げる様を歌っている。しかし、メランコリーも、苦難も、葛藤も歌われていない。
「リジー・リンジー」という曲も同様の主題を扱っている。ロバート・バーンズはこの曲を "Sweet Tibby Dunbar" という短いバージョンに作り替えた。エリザベス・ミッチェルによる子供向けバージョンもあり、叙情的な内容が「女性の心を魅了する」少女と「空がいつも晴れている深い青い海を渡って」航海するものに変更されている。
この曲の主人公はしばしば "Johnny Faa"（ジョニー・ファア）ないし "Davy Faa"（デイヴィ・ファア）と呼ばれることがあるが、ラウド・フォークソング・インデックス19112 "The Barley Straw" の主人公/悪役の "Davy Faa" とは別人である。The Faber Book of Ballads によると、"Faa" という名前は17世紀のジプシーの間で一般的だった。
ベラ・ハーディの楽曲 "Good Man's Wife" ははカシリス卿の妻の声として歌われている。歌のテーマは、結婚生活が冷めたときに、どのようにジプシーと恋に落ちたかあり、恋人と一緒に野原で寝るための羽毛布団と富のおなじみの交換で終わり、夫による追跡はなされない。

## ブロードサイド
- Bodleian, Harding B 11(1446), "Gypsy Laddie", W. Stephenson (Gateshead), 1821–1838; also Harding B 11(2903), "Gypsy Loddy"; Harding B 19(45), "The Dark-Eyed Gipsy O"; Harding B 25(731), "Gipsy Loddy"; Firth b.25(220), "The Gipsy Laddy"; Harding B 11(1317), "The Gipsy Laddie, O"; Firth b.26(198), Harding B 15(116b), 2806 c.14(140), "The Gipsy Laddie"; Firth b.25(56), "Gypsie Laddie"
- Murray, Mu23-y3:030, "The Gypsy Laddie", unknown, 19C
- NLScotland, L.C.Fol.178.A.2(092), "The Gipsy Laddie", unknown, c. 1875